# Dominiques Filles de Nostra Senyora de Natzaret
La Congregació de les Dominiques Filles de Nostra Senyora de Natzaret és un institut religiós catòlic femení, de vida apostòlica i de dret pontifici, fundat per la religiosa colombiana Sara Alvarado Pontón i el frare dominic Enrique Alberto Higuera Barrera a Bogotà el 1938. Les religioses d'aquesta congregació són conegudes com a Filles de Nostra Senyora de Natzaret o simplement Dominiques de Natzaret. Adopten les sigles D.N..

## Història
La congregació fou fundada per Sara Alvarado Pontón juntament amb un grup de joves disposades a consagrar-se a Déu a través de l'atenció social i assistència moral de les joves que arribaven a Bogotà a treballar al servei domèstic. A aquesta obra va unir-se el frare dominic Enrique Higuera Barrera, considerat cofundador de l'institut. La primera comunitat, sense vots, va néixer el 25 de març de 1938 amb la fundació de la Casa Llar Natzaret. El 1950 les religioses van estendre l'apostolat a la promoció espiritual i cultural dels camperols de Colòmbia.
El 25 de març de 1964 l'arquebisbe de Bogotà, Luis Concha Córdoba, va erigir l'institut com una congregació religiosa de dret diocesà. Sara Alvarado i les seves companyes van professar els vots religiosos el 30 de març d'aquell mateix any. El papa Pau VI va elevar l'institut a congregació religiosa de dret pontifici mitjançant decretum laudis el 5 de febrer de 1975.

## Organització
La congregació de dominiques es dediquen a l'ensenyament i a altres activitats socials, sobretot a favor dels treballadors, vesteixen un hàbit compost per una túnica, escapulari i esclavina de color blanc i un vel negre. Formen part de la família dominica. El 2017 l'institut comptava amb 268 religioses i amb 61 comunitats, presents a Alemanya, Xile, Colòmbia, Equador, França, Espanya, Estats Units, Irlanda, Itàlia, Països Baixos, República Centreafricana, Uruguai i Veneçuela.